# 文成県
文成県（ぶんせいけん）は中華人民共和国浙江省に位置する省直轄の県であり、しばらくの間、温州市の代理管轄下に置かれている。

## 行政区画
- 鎮：大嶨鎮、百丈漈鎮、南田鎮、黄坦鎮、珊渓鎮、巨嶼鎮、玉壷鎮、嶨口鎮、周壌鎮、銅鈴山鎮、二源鎮

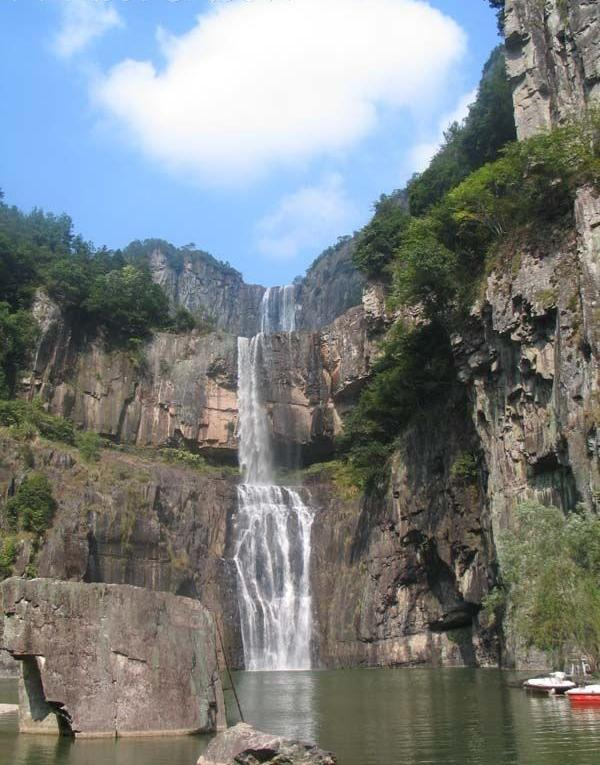
百丈漈

- 民族鎮：西坑シェ族鎮
- 郷：桂山郷、双桂郷、平和郷、公陽郷
- 民族郷：周山シェ族郷